# 1908.
◄ | 19. stoljeće | 20. stoljeće | 21. stoljeće | ►
◄ | 1870-ih | 1880-ih | 1890-ih | 1900-ih | 1910-ih | 1920-ih | 1930-ih | ►
◄◄ | ◄ | 1905. | 1906. | 1907. | 1908. | 1909. | 1910. | 1911. | ► | ►►
Arhitektura • Astronomija • Biologija • Film • Fotografija • Glazba • Kazalište • Kemija • Kiparstvo • Knjige • Književnost • Kršćanstvo • Meteorologija • Medicina • Planinarstvo • Politika • Pravo • Promet • Slikarstvo • Strip • Šport • Televizija • Znanost • Zrakoplovstvo • Željeznički promet

## Događaji
- 9. ožujka – Osnovan je talijanski nogometni klub Inter iz Milana.
- 27. travnja – U Londonu su otvorene četvrte ljetne olimpijske igre.
- 31. svibnja – Papa Pio X. proglasio blaženim Gabrijela od Žalosne Gospe.
- 19. lipnja – Brod Kasato Maru koji je prevozio 168 japanskih obitelji doplovio je u Santos. Ovim je počelo doseljavanje Japanaca u Brazil.
- 5. listopada – Bugarska proglasila neovisnost od Osmanskog Carstva.
- 6. listopada – Austro-Ugarska je anektirala Bosnu i Hercegovinu.
- 5. studenoga – Frankova Stranka prava osnovala Hrvatsku narodnu legiju.
- 28. prosinca – Potres u Messini na Siciliji (Italija), odnio 75 000 žrtava.
- Belgija anektirala Slobodnu Državu Kongo i osnovala Belgijski Kongo

## Rođenja

### Siječanj – ožujak
- 9. siječnja – Simone de Beauvoir, francuska književnica († 1986.)
- 3. veljače – Takashi Nagai, japanski liječnik i književnik († 1951.)
- 22. siječnja – Josip Salač, zagrebački biskup († 1975.)

### Travanj – lipanj
- 5. travnja – Bette Davis, američka glumica († 1989.)
- 9. travnja – Victor Vasarely, francuski slikar i grafičar mađarskog porijekla († 1997.)
- 20. svibnja – James Stewart, američki filmski glumac († 1997.)
- 8. lipnja – Leo Lemešić, hrvatski nogometaš i sportski djelatnik († 1978.)
- 11. lipnja – Francisco Marto, portugalski katolički blaženik († 1919.)
- 29. lipnja – Anna Sten, ukrajinsko-američka glumica († 1993.)

### Srpanj – rujan
- 18. srpnja – Lupe Vélez, meksička kazališna i filmska glumica († 1944.)
- 22. srpnja – Ljerko Spiller, hrvatsko-argentinski violinist i glazbeni pedagog († 2008.)
- 23. srpnja – Elio Vittorini, talijanski književnik († 1966.)
- 27. kolovoza – Lyndon B. Johnson, američki političar i predsjednik († 1973.)
- 31. kolovoza – William Saroyan, američki književnik († 1981.)
- 15. rujna – Miško Kranjec, slovenski pisac († 1983.)

### Listopad – prosinac
- 4. studenoga – Józef Rotblat, britanski fizičar († 2005.)
- 18. studenoga – Žarka Ivasić, hrvatska katolička redovnica Družbe sestara milosrdnica svetog Vinka Paulskoga u Zagrebu († 1946.)
- 24. studenoga – Libertad Lamarque, argentinska glumica i pjevačica († 2000.)
- 28. studenog – Claude Lévi-Strauss, francuski antropolog belgijskog podrijetla († 2009.)
- 8. prosinca – Ervina Dragman, hrvatska glumica († 1990.)
- 10. prosinca – Olivier Messiaen, francuski skladatelj i orguljaš († 1992.)
- 31. prosinca – Marko Rothmüller, hrvatski operni pjevač († 1993.)

## Smrti

### Siječanj – ožujak
- 9. siječnja – Wilhelm Busch, njemački slikar i književnik (* 1832.)
- 11. ožujka – Edmondo De Amicis, talijanski književnik (* 1846.)
- 14. ožujka – Lester Allan Pelton, izumitelj Peltonove turbine (* 1829.)

### Travanj – lipanj
- 24. travnja – Baltazar Bogišić, hrvatski znanstvenik, pravni i povijesni pisac (* 1834.)
- 19. lipnja – Josip Račić, hrvatski slikar (* 1885.)
- 24. lipnja – Grover Cleveland, 22. predsjednik SAD-a (* 1837.)

### Srpanj – rujan
- 10. srpnja – Gustav Karl Wilhelm Hermann Karsten, njemački botaničar i geolog (* 1817.)
- 25. kolovoza – Antoine Henri Becquerel, francuski fizičar (* 1852.)
- 8. rujna – Stjepan Miletić, kazališni intendant, redatelj i kritičar (* 1868.)

### Listopad – prosinac
- 29. listopada – Silvije Strahimir Kranjčević, hrvatski književnik (* 1868.)
- 20. prosinca – Ivan Kronštatski, ruski svetac (* 1829.)
- 31. prosinca – Peter Kolar, slovenski pisac i svećenik (* 1855.)

## Nobelova nagrada za 1908. godinu
- Fizika: Gabriel Lippmann
- Kemija: Ernest Rutherford
- Fiziologija i medicina: Ilja Iljič Mečnikov i Paul Ehrlich
- Književnost: Rudolf Eucken
- Mir: Klas Pontus Arnoldson i Fredrik Bajer

## Vanjske poveznice
|  | Zajednički poslužitelj ima još gradiva o temi 1908. |